# Marina de La Riva
Marina de la Riva (Rio de Janeiro, 7 de abril de 1973) é uma cantora brasileira que mistura elementos da música cubana com elementos da música brasileira em suas canções. Seu primeiro disco, Marina de la Riva, foi não só muito bem recebido pelo público, mas também pela crítica. Por este álbum, conquistou o prêmio APCA de revelação feminina (categoria música popular) e foi indicada ao prêmio Tim de Música para disco de língua estrangeira (categoria especial). Marina já lançou dois álbuns de estúdio, um ao vivo e um DVD.

## Biografia e carreira
Marina nasceu no Rio de Janeiro. Apesar disso, viveu toda a sua infância e adolescência em Baixa Grande da Leopoldina, distrito de Campos dos Goytacazes, cidade do interior fluminense.
Sua ligação com Cuba não se restringe a uma mera questão de gosto musical: seu pai é cubano, emigrado no Brasil; a mãe é de Araguari (Minas Gerais). O pai e os avós paternos de Marina foram para Miami quando da Revolução Cubana, em 1959. Como emigraram sem nada, contaram com a ajuda de amigos para refazerem a vida. Contudo, a fortuna não lhes foi complacente, e na época da colheita, chuvas devastaram toda a safra. Tal fato obrigou o avô a vender sua usina. Restava-lhe seguir para o Brasil (1964), onde possuía terras no interior do Estado do Rio de Janeiro, compradas quando ainda morava em Cuba.
Os pais de Marina, Fernando e Margarida, conheceram-se pouco depois no Rio de Janeiro. A mãe da cantora, apaixonada, deixou a capital e foi viver em Baixa Grande da Leopoldina. Pouco tempo depois, nasceu Marina, na cidade do Rio de Janeiro "por uma questão de hospital", pois viveu em Baixa Grande até os 21 anos, quando se mudou para São Paulo.
Na casa da artista, sempre houve cantoria: a sua família - além dos pais e irmãos, também tios e avós – se reunia frequentemente para formar rodas de música, geralmente música cubana: "Na minha casa, a música era uma placenta que transferia alimento intelectual e emocional. Ouvíamos canções cubanas como forma de estancar uma dor ". Seu pai, ainda em Cuba, mostrava grande apreço pela música brasileira (em especial, pela cantora Maysa), embora gostasse mesmo de cantar árias de óperas, operetas e canções tradicionais de sua terra natal.

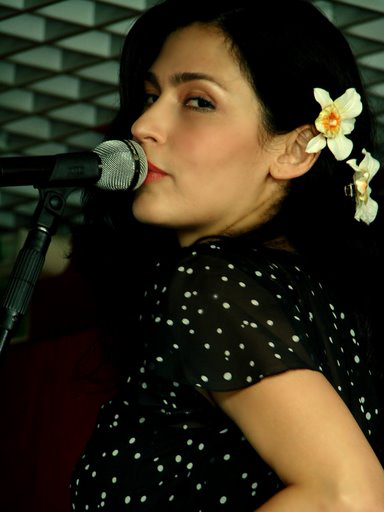
Marina de La Riva durante show em São Paulo, 8 de março de 2008.

Apesar da grande ligação com a música, Marina demorou a seguir esta carreira profissionalmente. Antes de se apresentar na noite paulista, criou búfalos e formou-se em Direito. No entanto, a cantora confessa que, durante as aulas, estava geralmente pensando em música: "Sempre fui apaixonada por música(…). Meu sonho não era ser cantora, mas viver embrulhada em música, imersa em música, ser música".  A certeza de que seria cantora só veio quando, num show do Grammy Latino de 2004, em Los Angeles, se emocionou ao assistir Bebo Valdés tocar piano.
Curiosamente, apesar de seu CD ser fundamentalmente marcado pela música de Cuba, Marina começou cantando Jazz na noite, tendo integrado por dois anos o grupo Alta Fidelidade, banda que faz nu jazz eletrônico. Revela a cantora que o cancioneiro cubano se restringia à "varanda de casa" (talvez, segundo a própria, não cantasse a música cubana porque era algo muito íntimo, que não era para ser mostrado "fora de casa"), apesar de, no final dos shows, a cantora ceder a pedidos de amigos e, assim, cantar boleros.
Em 2004, Marina entra em estúdio para finalmente gravar o seu CD. O álbum teve algumas músicas gravadas em Cuba, outras gravadas no Brasil, e contou com a participação de Davi Moraes e Chico Buarque.
Após cerca de três anos em estúdio, em 25 de maio de 2007 chegou oficialmente às lojas Marina de La Riva. Contudo, a delonga e o cuidado com as gravações valeram a pena: o álbum teve boa vendagem. A cantora recebeu boas críticas e conquistou prêmios e indicações importantes no cenário artístico brasileiro (APCA e Prêmio TIM), além de ser proposta para figurar em listas de "o melhor de 2007" (Pedro Alexandre Sanches - Carta Capital, Sérgio Martins - crítico da Revista Veja, e Lauro Lisboa Garcia, do jornal O Estado de S. Paulo).
A estréia de Marina de La Riva foi bem recebida e bem avaliada não só pelos principais veículos de comunicação (dentre outros, Folha de S.Paulo, Veja, Jornal do Brasil, Estado de S. Paulo), como também por premiações com destaque no âmbito nacional (vide a conquista do prêmio APCA e a indicação ao Prêmio Tim). A intérprete, de modo geral, recebeu pelo seu primeiro CD críticas positivas, variando a avaliação de bom (3 estrelas) a ótimo (5 estrelas). Dentre os elogios, os mais comuns concernem à voz e ao timbre da cantora, à coragem e ousadia por apostar na mistura entre a música cubana e brasileira, e à originalidade (embora haja críticos que discordem neste ponto). Para ter informações mais detalhadas, vá a seção "críticas" do artigo sobre o primeiro CD da cantora.
A revista Rolling Stone elegeu o álbum como o 16° melhor CD nacional de 2007, além de ter escolhido "Sonho Meu" como a 23ª melhor música nacional deste mesmo ano. Ao final de abril de 2008, Marina participou do programa Som Brasil (Rede Globo), em homenagem a Lulu Santos, cantando as canções "Adivinha o quê", "Condição" e "Certas Coisas".
A cantora já participou de shows com a Orquestra Imperial, Andreas Kisser, Davi Moraes, Michael Franti (no Festival Power to the Peaceful), Nina Becker, Flávio Venturini (show "Conexão Latina") e com Clara Moreno e Maria Rita (no Baile de Gala da Vogue, em 2008).

## Discografia[9]
- 2007 - Marina de La Riva
- 2010 - Marina de La Riva Ao Vivo em São Paulo
- 2012 - Idilio
- 2017 - Rainha Do Mar

### Participações
- "Deus Dá o Dom" (Alice Ruiz/Guga Stroeter/Pepe Cisneros), CD "Salsa Samba Groove", de Guga Stroeter e Heartbreakers Big Band (2001);
- "Te Amaré y Después" (Silvio Rodríguez), na trilha sonora do filme Zuzu Angel (2006);
- "Menina dos Olhos do mar" (Lenine/Lula Queiroga), CD "Ganhar o Mundo", de Romero Pernambuco (2007) e também coletânea "Pernambuco cantando para o mundo, vol. 2";
- "Ta-hí (Joubert de Carvalho), CD "Chill Out Brazil 5" (2008).
- "Água Marina", CD "Pássaro Pênsil", de Flávio Henrique, 2007.
- "Dos Cruces", CD "Flores do Clube da Esquina", 2008.
- "Bolero de Platão" (Tom Zé), CD "Estudando a (Bossa Nova) em quadrinhos", 2008.
- Adivinha o Quê? e Odara, CD Lulu Acústico MTV II de Lulu Santos, 2010.
- Pra Te Alcançar, CD SP55 de Sérgio Britto (músico), 2010
- "Segredo" (Bruna Caram), CD "Será Bem-Vindo Qualquer Sorriso", 2012
- "Voltarei para você" (Edi Rock), CD " Contra nós ninguém será", 2013.

## Prêmios e indicações
- 2007 – APCA – Revelação Feminina, categoria Música Popular
- 2007 – indicada ao Prêmio Tim de Música – Melhor Álbum em Língua Estrangeira

## Participações televisivas
- Programa do Jô, Rede Globo – 7 de agosto de 2007
- Hebe, SBT – 17 de setembro de 2007
- Vitrine, TV Cultura – 7 de outubro de 2007 (com Roberta Sá e Mariana Aydar)
- LADO B - BTV, SONY – /2007
- Altas Horas, Rede Globo - 12 de janeiro de 2008
- Entrevista Record Música com Lorena Calábria, Rede Record – 8 de fevereiro de 2008
- Som Brasil – Lulu Santos, Rede Globo – 19 de abril de 2008
- Show business – 4 de maio de 2008
- Vitrine, TV Cultura - 17 de maio de 2008
- Cantoras Brasileiras - A Bossa Das Novas, HBO - 21 de agosto de 2008
- Programa Lobão ao Mar - MTV -  11 de fevereiro de 2009
- Altas Horas, Rede Globo - 27 de dezembro de 2009
- Programa do Jô, Rede Globo – 13 de Junho de 2012
- Domingão do Faustão, Rede Globo - 09 de Abril de 2017